# Ilka Brecht
Ilka Brecht (* 6. Dezember 1965 in Hamburg) ist eine deutsche Fernsehmoderatorin und Redakteurin. Sie ist Redaktionsleiterin und moderiert die ZDF-Sendung Frontal.

## Leben
Ilka Brecht studierte als Stipendiatin der Studienstiftung des deutschen Volkes von 1985 bis 1992 in Hamburg und Rom Germanistik, Philosophie, Politikwissenschaft und Kunstgeschichte. Von 1993 bis 1996 arbeitete sie als Redakteurin beim Magazin Der Spiegel, von 1996 bis 1997 absolvierte sie ein Volontariat beim Norddeutschen Rundfunk (NDR) und arbeitete nachfolgend als Reporterin für die Formate Panorama, Extra 3, Tagesschau, Tagesthemen, Weltbilder, Weltspiegel und andere.
Von 2000 bis 2005 war Brecht Redakteurin und Chefin vom Dienst für Panorama. 2005 wechselte sie in gleicher Funktion zum ZDF-Magazin Frontal. 2014 wurde sie stellvertretende Redaktionsleiterin und Moderatorin. Seit dem 1. September 2015 ist sie Redaktionsleiterin der Sendung.

## Auszeichnungen
Gemeinsam mit Birte Meier, Astrid Randerath und Christian Esser erhielt sie für die Frontal-Reportage „Retouren für den Müll – Schrottplatz Amazon“ den Umweltmedienpreis 2019 der Deutschen Umwelthilfe.